# Observatoire Radcliffe
 (novembre 2021).
Si vous disposez d'ouvrages ou d'articles de référence ou si vous connaissez des sites web de qualité traitant du thème abordé ici, merci de compléter l'article en donnant les références utiles à sa vérifiabilité et en les liant à la section « Notes et références ».
L'observatoire Radcliffe fut fondé dans le cadre de l'université d'Oxford, au Royaume-Uni, en 1772. Il doit son nom au médecin  britannique John Radcliffe (1652-1714), ancien étudiant d'Oxford, qui laissa des legs pour que l'on pût construire différents édifices destinés à l'université.  
De 1773 à 1934, l'observatoire est situé à l'université d'Oxford, puis est déménagé à Prétoria, en Afrique du Sud.

## Histoire
Le bâtiment est de forme octogonale. Conçu selon les plans de Henry Keene in 1772, il fut achevé en 1794 selon les dessins de James Wyatt, d'après la tour des Vents d'Athènes.
L'astronome Thomas Hornsby (1733-1810), titulaire de la Chaire savilienne d'astronomie, travailla à Radcliffe. L'astronome Norman Robert Pogson (1829-1891) y fut assistant.
Jusqu'en 1839, la Chaire savilienne d'astronomie assura la responsabilité de l'observatoire. À partir de cette date la nomination de l'astronome George Henry Sacheverell Johnson à la direction de l'établissement amena à créer le poste de Radcliffe Observer. Parmi les Radcliffe Observers, on citera :
- 1839 : Manuel John Johnson
- 1860 : Robert Main
- 1879 : Edward James Stone
- 1897 : Arthur Alcock Rambaut
- 1924 : Harold Knox-Shaw
- 1950 : A. David Thackeray.

En raison des conditions de visibilité, du climat et du développement urbain d'Oxford, l'observatoire fut transféré en Afrique du Sud en 1939. Puis le site de Pretoria se révéla impraticable à son tour et l'établissement se vit regroupé avec d'autres au sein du South African Astronomical Observatory (SAAO) au cours des années 1970.
Le bâtiment est aujourd'hui occupé par Green College, dont il forme le centre. Les instruments d'origine se trouvent au Museum of the History of Science d'Oxford.